# Шомодь (Капошвар)
 Шомодь ФК  (угор. Somogy FC) — професіональний угорський футбольний клуб з міста Капошвар, що є адміністративним центром медьє Шомодь. Клуб провів шість сезонів у вищому футбольному дивізіоні Угорщини. Найвищим результатом для команди стало сьоме місце у сезоні 1931–32.

## Історія клубу
Клуб був утворений у 1926 році на хвилі введення професіоналізму в угорському футболі внаслідок злиття клубів «Капошварі» МАВ ТЕ і «Доннервароші Левенте» під назвою «Капошварі» АК. У тому ж році змінив назву на футбольний клуб «Шомодь». 
Колектив починав свої виступи у другому дивізіоні, але за два роки піднявся до елітного. Дебют відбувся у сезоні 1928–29, який «Шомодь» завершив на 8 місці. Уже у наступному році команда зайняла останнє місце і вилетіла в Лігу 2.
За рік команда повернула собі місце в еліті. В 22 матчах першості другого угорського дивізіону сезону 1930–31 клуб «Шомодь» забив 108 голів. Половина з них на рахунку нападаючого Паля Явора.
Чемпіонат 1931–32 «Шомодь» завершив на сьомому місці, найвищому для себе. Наступні два чемпіонати команда була передостанньою — одинадцятою. Виліт відбувся в сезоні 1934–35.
По завершення чемпіонату відбулось злиття клубу «Шомодь» з клубом «Печ-Баранья». Під назвою «Шомодь-Баранья» команда проіснувала один рік, після чого була розформована. 

## Назви команди
- 1926 — АК «Капошварі»
- 1926–1935 — ФК «Шомодь»
- 1935–1936 — ФК «Шомодь-Баранья»

## Відомі гравці
- Анталь Ліка  (1927) — чотириразовий чемпіон Угорщини в складі «Ференцвароша», гравець збірної Угорщини, успішний тренер
- Янош Кевеш (1927–1929, 1931–1932) — дворазовий чемпіон Угорщини у складі «Уйпешта», гравець збірної Угорщини
- Золтан Блум (1928–1930)  — багаторічний капітан «Ференцвароша» і збірної Угорщини, чотириразовий чемпіон Угорщини, успішний тренер
- Вільмош Дан (1929–1930) — чемпіон Угорщини в складі «Ференцвароша», гравець збірної Угорщини
- Паль Явор (1929–1931) — дворазовий чемпіон Угорщини у складі «Уйпешта», багаторазовий чемпіон Угорщини у ролі тренера
- Ласло Пешовнік (1929–1930) — гравець збірної Угорщини
- Петер Йоош (1931–1934) — дворазовий чемпіон Угорщини у складі «Уйпешта»
- Йожеф Петер (1931–1932) — гравець збірної Угорщини, призер чемпіонату Угорщини у складі «Уйпешта»

## Виступи в чемпіонаті Угорщини
| Сезон   | Ліга                           | Клас | Місце | Кількість команд | Очок | Кубок Угорщини |
| ------- | ------------------------------ | ---- | ----- | ---------------- | ---- | -------------- |
| 1926–27 | 2 Ліга професійного чемпіонату | 2    | 5     | 14               | 33   |                |
| 1927–28 | 2 Ліга професійного чемпіонату | 2    | 1     | 12               | 35   |                |
| 1928–29 | 1 Ліга професійного чемпіонату | 1    | 8     | 12               | 17   |                |
| 1929–30 | 1 Ліга професійного чемпіонату | 1    | 12    | 12               | 15   |                |
| 1930–31 | Професійна 2 Ліга              | 2    | 1     | 12               | 38   |                |
| 1931–32 | Професійна 1 Ліга              | 1    | 7     | 12               | 16   |                |
| 1932–33 | Професійна 1 Ліга              | 1    | 11    | 12               | 9    |                |
| 1933–34 | Професійна 1 Ліга              | 1    | 11    | 12               | 14   |                |
| 1934–35 | Професійна 1 Ліга              | 1    | 12    | 12               | 6    |                |
| 1935–36 | Професійна 2 Ліга              | 2    | 2     | 14               | 37   |                |